# Kolakretai
Kolakretai (en griego antiguo: κωλακρέται o κωλαγρέται) era la denominación de uno de los más antiguos magistrados de la Antigua Grecia, cuyo uso está registrado en la ciudad de Atenas.
Se encargaban de la administración de los asuntos económicos en la época de los reyes, al menos desde el siglo VII a. C. Se decía que su nombre derivaba de la costumbre de recoger ciertas partes de los cuerpos de las víctimas de los sacrificios (ἐκ τοῦ ἀγείρειν τὰς κωλᾶς), puesto que la palabra kola significa "miembros". La legislatura de Solón no afectó a la magistratura de los kolakretai, pero la de Clístenes les privó de sus funciones económicas, que transfirió a los apodektai, quienes se establecieron en su lugar. Para esa época (finales del siglo VI a. C.), los kolakretai solo debían proveer los alimentos al Pritaneo (donde se guardaba el fuego sagrado y residían los pritanos que debían mantenerlo encendido); y posteriormente, cuando Pericles introdujo la práctica de pagar a los dicastes, también se encargaban de ello. No se mencionan en ningún texto o inscripción posterior al año 411 a. C., por lo que se cree que la magistratura se abolió o quedó en desuso por entonces; quedando todas sus funciones asumidas por los apodektai.